# Espagne au Concours Eurovision de la chanson 1983
L'Espagne a participé au Concours Eurovision de la chanson 1983 le 23 avril à Munich, en Allemagne de l'Ouest. C'est la 23e participation espagnole au Concours Eurovision de la chanson.
Le pays est représenté par la chanteuse Remedios Amaya et la chanson ¿Quién maneja mi barca?, sélectionnées en interne par la TVE.

## Sélection interne
Le radiodiffuseur espagnol, la Televisión Española (TVE), choisit en interne l'artiste et la chanson représentant l'Espagne au Concours Eurovision de la chanson 1983.
| Artiste        | Chanson                 | Langue   | Traduction              |
| -------------- | ----------------------- | -------- | ----------------------- |
| Remedios Amaya | ¿Quién maneja mi barca? | Espagnol | Qui dirige mon bateau ? |

Lors de cette sélection, c'est la chanson ¿Quién maneja mi barca?, interprétée par Remedios Amaya, qui fut choisie. Le chef d'orchestre sélectionné pour l'Espagne à l'Eurovision 1983 est José Miguel Évoras.

## À l'Eurovision
Points attribués par l'Espagne
| 12 points | Grèce       |
| 10 points | Yougoslavie |
| 8 points  | Belgique    |
| 7 points  | Luxembourg  |
| 6 points  | Israël      |
| 5 points  | Portugal    |
| 4 points  | Danemark    |
| 3 points  | Italie      |
| 2 points  | Suède       |
| 1 point   | Suisse      |

Remedios Amaya interprète ¿Quién maneja mi barca? en 12e position lors de la soirée du concours, suivant la Turquie et précédant la Suisse.
Au terme du vote final, l'Espagne termine 19e et dernière, n'ayant reçu aucun point,.